# بيشان يانغيانغ
بيشان يانغيانغ (بالصينية: 碧宵娘娘)، (سيدة القبة/السماء الخضراء)، هي إلهة الولادة الصينية. هي الأصغر بين أمهات السماء الثلاث، تُعبد باعتبارها الإلهة المنزلية أو إلهة المرحاض.